# El Playón (Santander)
El Playón es un municipio colombiano, situado en el norte del departamento de Santander (provincia Metropolitana). Se sitúa a 41 km de la capital departamental, Bucaramanga. El municipio se erigió en 1984.

## División Político-Administrativa
Además de su Cabecera municipal. El Playón tiene bajo su jurisdicción los siguientes Centros poblados:
- Barrio Nuevo
- Betania
- Estación Laguna
- San Pedro de la Tigra

Tiene las siguientes veredas:
Límites, Río Blanco, Arrumbazón, La Ceiba, Santa Bárbara, El Filo, La Aguada, San Benito, El Pino, Miraflores, Planadas de Betania, Huchaderos y El Playón.

## Historia
Este municipio tiene sus antecedentes desde mucho antes de su constitución como corregimiento del municipio de Rionegro. El primer poblador se llamaba Domingo Meneses, quien llegó acompañado de su esposa e hijos y unos cuantos peones, y construyó su vivienda en la laguna que existía en ese entonces en la zona comprendida entre las carreras 6 y 7 y calles 12 y 14 donde hoy existe el asentamiento llamado "Barrio Los Paticos".
En el sitio exacto donde fue construida dicha vivienda se encuentra hoy el Salón del Reino de los Testigos de Jehová, según testimonio de don Gabriel Mejía abuelo de 75 años de la finca de Tambo Quemao, del corregimiento Cuesta Rica del municipio de Rionegro, en el año de 1995. 
El ingreso a la vivienda se hacía por un palo empuentado desde la barranca; la razón por la cual don Domingo hizo la vivienda sobre la laguna era para protegerse de las fieras salvajes pues toda la zona estaba rodeada de montaña virgen, y la única vivienda cercana estaba situada en el sitio de Cachirisito, la cual lamentablemente fue derrumbada hace poco por el nuevo propietario de la finca, que era patrimonio de los ya fallecidos abuelos paternos del reconocido comerciante de El Playón, Elmer Ortega
En ese entonces don Gabriel Mejía llegó procedente de Rionegro siendo un adolescente de 14 años de edad en busca de trabajo para ganarse su jornal. Ya finalizando la década la década de 1930, se produjo un asentamiento de campesinos provenientes de la región de Arboledas, Norte de Santander, en una zona de la hacienda Las Vegas, quienes fueron desplazados en forma masiva por hechos violentos de carácter partidista que tuvo origen en el gobierno del entonces presidente Olaya Herrera.
El rancherío construido se llamó Arenales y pocos años más tarde fue nuevamente víctima de la violencia y desaparecido por un incendio. Esto dio origen a que el gobierno departamental adquiriera un terreno de 34 hectáreas para construir el corregimiento de El Playón, donde hoy está la zona comercial y los barrios, el centro Guacharacales y Pueblo Nuevo. Las primeras edificaciones son las que hoy ocupan las oficinas de Telecom, el concejo, el juzgado, casa cural, estación de policía y el antiguo puesto de salud.
En virtud a este hecho el gobernador de ese entonces mediante el decreto 1055 de 1945 creó el corregimiento con la inspección de policía y nombró el primer inspector de policía de la población. Desde ese entonces fue creciendo y desarrollándose económicamente adquiriendo la posibilidad de ser un territorio autónomo iniciándose así la lucha cívica encabezada por un grupo de líderes populares como Rafael Conde, Ciro Leal, Campo Elías Rodríguez, José Rodríguez, Jovino González, Ramiro Alarcón, Víctor Manuel Rodríguez, Rosa Delia Rozo De Pabón, Víctor Correa Salcedo, para obtener la categoría de municipio. 
Esto se logra gracias al apoyo de la bancada de diputados conservadores de la asamblea de Santander y mediante la ordenanza de 1979 se le dio vida jurídica al municipio de El playón que lamentablemente sufrió el infortunio del desastres natural ocasionado por la avalancha del río, ocurrida el domingo 25 de noviembre de 1979 a los albores del alba precisamente cuando se estaba terminando la celebración de su creación. Esto hizo que se retrasara el funcionamiento de la alcaldía, el cual sólo empezó a partir del primero de enero de 1981 con el nombramiento y posesión del señor Otoniel Carreño como su primer alcalde, quien instaló su despacho en la casa de dos plantas ubicada en la carrera 7ª frente a la zona arrasada por la avalancha.
Como si el desastre de la avalancha no hubiese sido suficiente, a mediados de 1984 el municipio sufrió otra catástrofe pero ya no índole natural, sino político, merced a un fallo del tribunal contencioso administrativo de Santander que anuló la ordenanza que lo había creado municipio en virtud a la demanda que había sido instaurada por el entonces diputado liberal Tiberio Villareal Ramos Patricio de Rionegro. Se reinicia nuevamente la lucha por la reconquista y mediante ordenanza N.º 13 del 21 de noviembre de 1984 la asamblea de Santander autorizó al señor gobernador para que creara nuevamente el municipio.
Y fue así como el doctor Álvaro Cala Hederich expidió y publicó el decreto 3515 del 28 de diciembre del mismo año por el cual se creó nuevamente el municipio y designó al señor Pablo Enrique Martínez Mayorga nuevamente Alcalde municipal quien reinicio sus labores el primero de enero de 1985 y posteriormente fue sucedido en su orden por Mario Eusebio Zambrano q.e.p.d., Luis Alejandro Reatiga y Carlos Arturo Mendoza Cárdenas último Alcalde por nombramiento. La elección popular de alcaldes se inició con el Señor Henry Medina Gómez, seguido por Rosa Delia Rozo de Pabon, Josué Jaimes Caballero, Víctor Manuel Rodríguez. q.e.p.d. Martha Patricia Parra Vargas (por decreto), Ramiro Alarcón Caicedo (q.e.p.d.), Humberto Herreño Tamayo, Josué Jaimes Caballero y Adonaldo García Villamizar.
(Versión original de Rodolfo Buitrago Quintero abril 26 de 2008)

## Geografía
- Extensión total: La extensión del municipio es de 46.760 Ha (467.60 km²) equivalente al 1,45% de la extensión total del departamento.
- Extensión área urbana: 6,2 km².
- Extensión área rural: 46,60 km².
- Altitud de la cabecera municipal (metros sobre el nivel del mar): 600
- Temperatura media: 24 °C
- Distancia de referencia: 41 kilómetros de Bucaramanga.

### Límites
- Norte: con el municipio de Cáchira (Norte de Santander).
- Oriente: con el municipio de Suratá.
- Sur: con los municipio de Matanza y Rionegro.
- Occidente: con los municipios de Rionegro y Cáchira.

## Medio ambiente
Situado en la cuenca del río Lebrija, se clasificaron 8 microcuencas a saber: Silgará, Cachirí, La Naranjera, La Negreña, La Sardina, El Pino, El Playón y La Tigra. Al unirse el río Cachirí y el río Playón conforman el río Cáchira del Sur.
Los drenajes de El Playón en su gran mayoría son afluentes del río Playón perteneciente a la subcuenca del río Cáchira que hace parte de la cuenca de Lebrija según informe plan de gestión ambiental de la C.D.M.B. 
Localización: En el Municipio de El Playón se ubican los bosques en toda geografía del municipio, principalmente a la margen derecha del río Playón, parte nororiental del territorio, en la cota de los 1.200 a los 2.800 m.s.n.m. Estos bosques tienen un proceso de intervención, los cuales requieren ser protegidos y conservados. En la parte occidental, en la margen izquierda del río Playón se encuentran ubicados unos relictos de bosques, sobre la cota de los 600 a los 1.000 m.s.n.m., los cuales presentan una mayor degradación. Comprende suelos de aptitud forestal, suelos profundos y capacidad forestal protectora – productora y suelos con capacidad para la producción de agua. Son suelos que por su aptitud, vocación, uso, degradación, función ecosistémica o legalidad, deben estar constituidas y protegidas en bosques, los cuales son parte integrante y soporte de la biodiversidad biológica, étnica y de oferta ambiental donde debe garantizarse su conocimiento y manejo dentro de los principios de sostenibilidad y que deben ser conservadas permanentemente con bosque natural o artificial (especies nativas), para proteger estos mismos recursos u otros naturales renovables.
Las zonas de bosques conforman áreas de especial significancia ambiental por su fragilidad y función ecosistémica, favoreciendo la generación de corrientes y de descargas hidrobiológicas. Son áreas muy inestables geológicamente que requieren mantener su cobertura vegetal natural para evitar procesos de remoción.

## Economía
La principal actividad del municipio es la explotación del sector primario, la cual es de tipo tradicional. destacándose la agricultura con cultivos de maracuyá y cacao, siendo este último el principal productor en esta subregión, aportando el 80.1% de la producción total, además de café, yuca, cítricos, tomate de árbol, mora y caña panelera, entre otros. En la parte pecuaria se tienen bovinos doble propósito (carne y leche), porcinos, avicultura, piscicultura y equinos.
En la minería se destaca la extracción de arena o material de arrastre, producto de la deforestación de la parte alta del río. El impacto ambiental que ocasiona este sector en la economía se refleja en la disminución de las fuentes hídricas en un alto porcentaje, la deforestación y destrucción de zonas especiales de microcuencas, sumado a la falta de tratamiento de aguas residuales y la ausencia de una cultura de conservación ambiental.
En segundo lugar se encuentra el sector terciario con el comercio dentro del municipio en tiendas, víveres, plaza de mercado, graneros, depósitos, compra venta de productos agrícolas, tiendas veterinarias y de insumos, misceláneas, droguerías, ferreterías, juegos de azar, bicicleterías, funeraria, peluquerías, etc.
Seguido del sector industrial que presenta un incipiente desarrollo, caracterizado por pequeñas empresas familiares que operan de tipo artesanal. Forman parte de este las queserías, aserrerías, panaderías, carpinterías, modisterías, confecciones, ornamentación, zapaterías, ladrilleras, etc.

## Medios de Transporte Público
Como en la gran mayoría de poblaciones pequeñas de Colombia, existe el servicio de mototaxi desde el casco urbano a las veredas del municipio. Desde Bucaramanga se puede llegar por busetas que despacha diariamente la empresa Radiotax y Lusitania , desde su terminal en el sector de la Avenida Quebrada Seca con Carrera 17 hasta el casco urbano de El Playón y viceversa, adicional a estos medio de transporte también se puede acceder a través de buses intermunicipales  de la empresa Flotacachira , sotramagdalena y nacionales como copetran, concorde y brasilia debido a su ubicación priviligiada por estar en la ruta de acceso a la costa colombiana. El valor oscila  entre los 10.000 y 12.000 pesos colombianos ( 3 a 4 USD . 

## Trabajo Social
De igual manera cabe señalar el trabajo social y comunitario que adelantó don Hilario Medina Tello, un socorrano que llegó al municipio a finales de la década del 70. Farmaceuta de profesión, dedicó buena parte de su vida al servicio de los más necesitados. 
En su droguería La Virtud, atendía de lunes a domingo las 24 horas del día, sin importar muchas veces que quienes necesitaban de su ayuda no tuvieran dinero para pagarle. Exitosamente miles de santandereanos pasaron por su diván, en busca de un remedio para curar sus dolencias.
Don Hilario tuvo una numerosa familia. Su esposa de toda la vida, Lucila Gómez Meneses, nacida en Zapatoca, le dio 12 hijos: Blanca Inés, Martha Isabel, Orlando, Mercedes, Omar, Hilario. Henry (quien fue el primer alcalde electo por voto popular de El Playón), Javier, Edgar, William Oscar y Lucy. 
Luego de una penosa enfermedad que lo mantuvo en cama por varios meses, don Hilario falleció en Bucaramanga, capital de Santander, el 27 de enero de 1978. Iba a cumplir apenas 48 años.